# Grotte de la Vache (Ariège)
Pour les articles homonymes, voir Grotte de la Vache.
La grotte de la Vache, petite grotte située sur le territoire de la commune d'Alliat en Ariège, est un site archéologique du Paléolithique supérieur qui a livré des vestiges et des œuvres d'art mobilier du Magdalénien.

## Toponymie
L'origine probable de son nom vient de l'utilisation qui en a été faite durant les siècles passés. En effet, les grottes autour du village d'Alliat avaient autrefois été mises à profit par les fermiers qui s'en servaient d'abri pour le bétail ; et portaient alors le nom de "Caougnos de los baccos" ("grottes des vaches"). 

Toutefois, il faut aussi souligner la forme étrange du rocher faisant face à l'entrée de la grotte, qui évoque clairement les contours d'une vache.

## Situation
La grotte se trouve sur la pente abrupte du massif calcaire du Génat en rive gauche de la rivière du Vicdessos, affluent de l'Ariège avec laquelle il conflue quelque 3,5 km plus au nord. Située à environ 450 m au nord d'Alliat, on y accède par un chemin pour piétons partant du village et qui passe devant la grotte des Fées puis le spoulga (grotte fortifiée) d'Alliat avant d'arriver à la grotte de la Vache, à 578 m d'altitude. 
De l'autre côté de la vallée, à 500 m en ligne droite, se trouve la grotte ornée de Niaux.

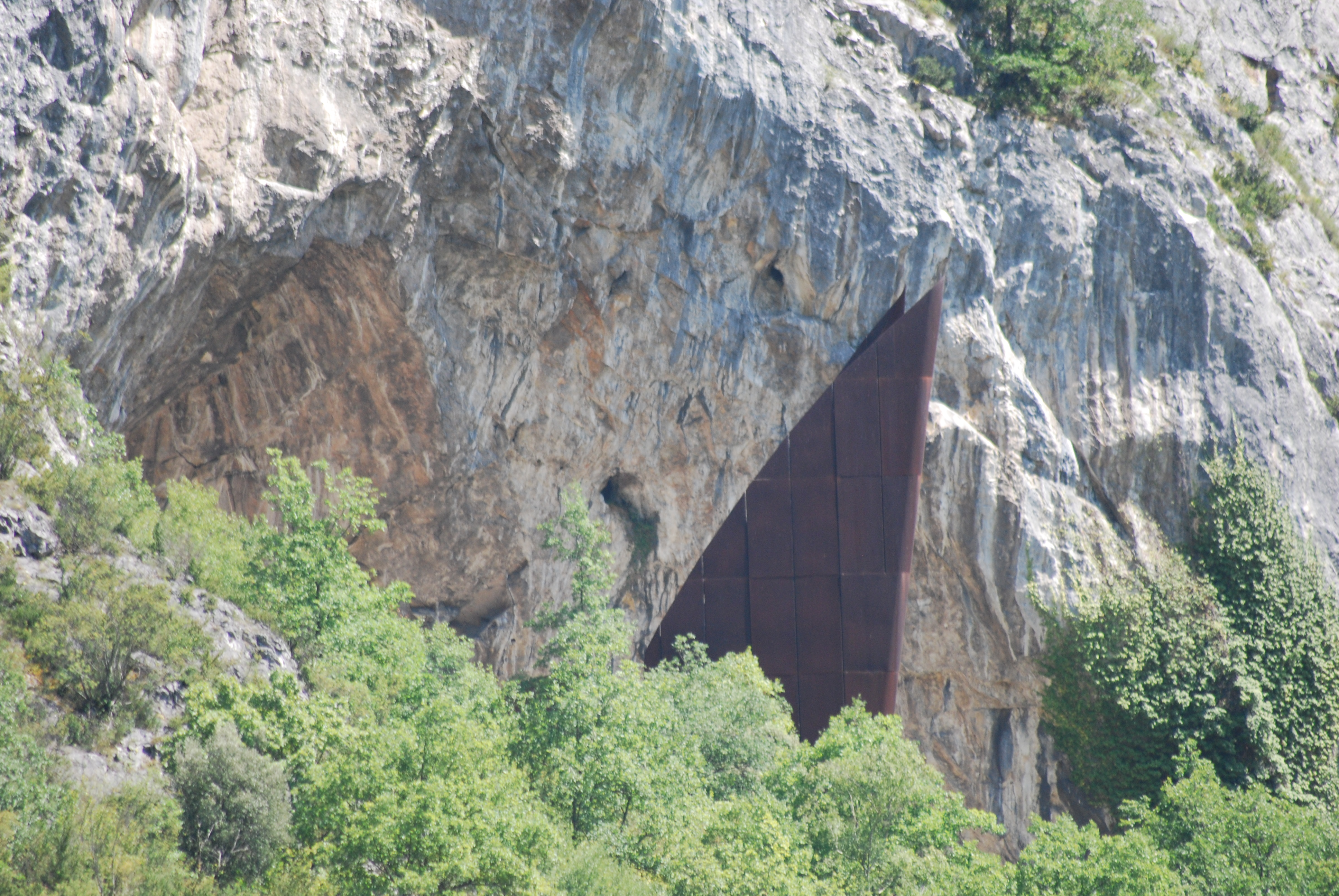
Grotte de Niaux, vue au zoom depuis la grotte de la Vache.

## Description
Une deuxième entrée se trouve à quelques mètres de l'entrée principale, les deux entrées s'ouvrant l'une vers l'est et l'autre vers le sud-est. Elle est longue de plus de 250 m et son développement est orienté plus ou moins nord-sud.
Elle comporte trois salles principales. Les deux entrées se rejoignent dans la première salle, dite salle Garrigou, dont le côté gauche (côté sud) s'ouvre sur la salle Monique. Au fond à droite de la salle Garrigou, une galerie d'une cinquantaine de mètres de longueur aboutit à la salle Triangulaire.

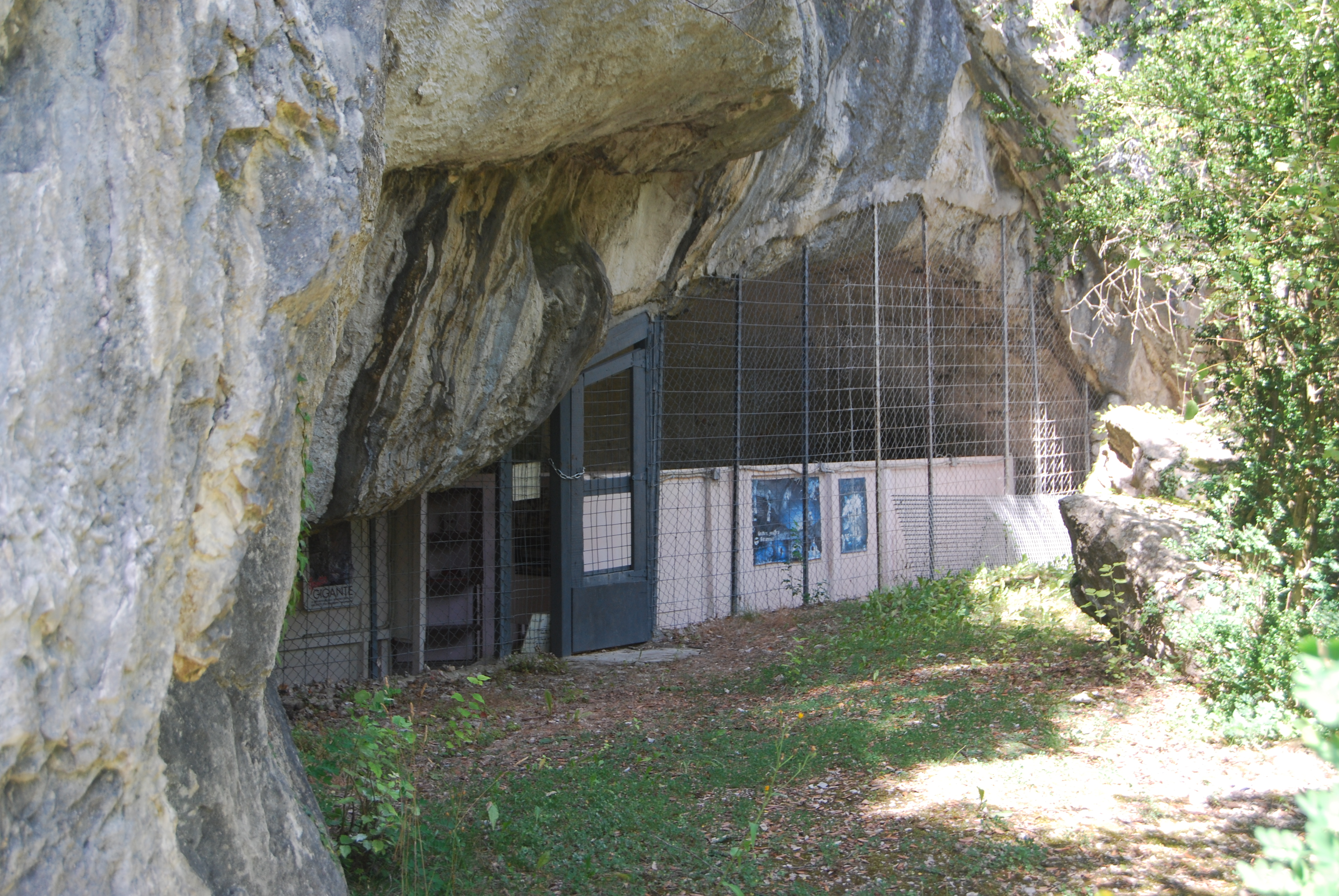
Grotte de la Vache, deuxième entrée.

## Découverte et fouilles
Elle est l'une des premières grottes fouillées en Ariège.
En 1866 Félix Garrigou la visite et y entreprend des fouilles. La salle de la grotte qui porte maintenant son nom lui dévoile une couche archéologique de 50 cm à 55 cm d'épaisseur, très riche en matériel magdalénien lithique et osseux et en objets d'art. Mais une couche stalagmitique est présente et lui fait cesser ses fouilles.
Peu d'années après, son ami Félix Regnault reprend l'entreprise et découvre nombre d'ossements cassés dont la plupart intentionnellement, et d'autres objets lithiques et organiques travaillés,. Ces deux fouilles successives fournissent un peu de matériel du Chalcolithique (transition entre le Néolithique et l'âge du bronze) mais surtout un abondant matériel de « l'âge du renne ».
En 1872 Jean-Baptiste Noulet prend leur suite et rassemble une petite collection d'objets qu'il donne au musée d'histoire naturelle de Toulouse dont il est le directeur.
Romain Robert, travaillant seul ou en collaboration avec Georges Malvesin-Fabre et Louis-René Nougier, la fouille à partir de 1940. Il commence par le porche de l'entrée sud-est, mais en 1941 Henri Breuil lui conseille de fouiller la salle - ce qu'il fait, et il y retrouve la couche archéologique intacte qu'il fouille jusqu'en 1950.
Il découvre la salle Monique en 1952, et la fouille jusqu'en 1964. Il collecte ainsi un grand nombre d'objets. En 1953 il fait la rencontre du violoniste René Gailli, qui va devenir conservateur de la grotte (et de celle de Bédeilhac) jusqu'à son décès en 2017.
Il aurait découvert en 1952 un deuxième gisement, qu'il aurait fouillé jusqu'en 1964 - il s'agit peut-être de la salle Monique, avec une erreur de date d'une part ou d'une autre. D'après l'une des sources , il aurait continué les fouilles jusqu'en 1967.

## Archéologie

### Le mobilier
Elle a livré une très riche collection d'objets préhistoriques d'époque magdalénienne (12 000 à 14 000 ans), dont de très nombreux harpons et pointes de sagaies mais aussi plus de deux cents œuvres d'art mobilier : ossements, bois de renne et bois de cerf décorés par gravure ou même sculpture de représentations d'animaux, parfois d'humains, dont des espèces rarement figurées à cette époque : panthères, ours, loups, antilopes saïgas, oiseaux... Des saumons y figurent aussi[réf. souhaitée] (les représentations de poissons, très rares en art pariétal (moins de 1 % du bestiaire connu), sont cependant nettement plus fréquentes dans les décorations du mobilier).
Entre autres objets remarquables trouvés par R. Robert on note un bois de cerf de forme très ouvragée et très finement gravé, appelé le « Poignard » pour sa forme générale, provenant de la couche 2 de la salle Monique et daté à 12 540 ans ± 105 BP.
Les objets sont recouverts d'une couche de calcite parfois épaisse.

### Pigments et matériels associés

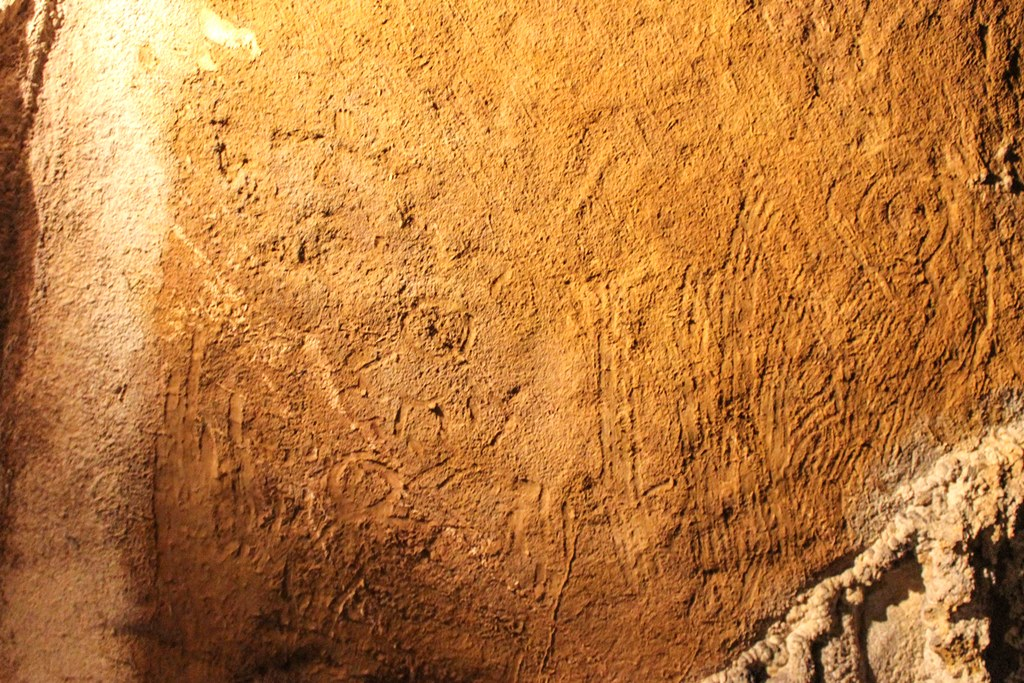
Panneau avec des marques appelées "macaroni".

Certains des objets gravées sur os sont colorés, parfois alternativement en rouge (hématite) et en noir (oxyde de manganèse). Ces pigments sont systématiquement associés à de la biotite (une sorte de mica), qui sert de "charge" : une recette mise au point par ces hommes du Magdalénien final, dans laquelle la présence de biotite évite les fissurations et améliore l'adhésion. Aucune trace de charbon de bois n'y a été détectée.
Contrairement à Lascaux où plusieurs "recettes" ont été utilisées dans la fabrication des peintures utilisées, ici les mêmes techniques de fabrication des peintures sont employées pour toutes les œuvres peintes ; ce qui suggère qu'un seul groupe a opéré à la Vache pour le matériel gravé et peint.
La grotte a livré 225 objets décorés, y compris ceux des sagaies et ciseaux fabriqués à partir de bois de cervidés. Sur ce total, 16 pièces sont colorées ; et 57 représentent des décors réalistes dont 5 montrent des traces de pigments. Parmi les 371 outils sur galets se trouvent 39 meules et 44 broyeurs pour pigments. Le tout a été livré principalement par les couches supérieures 1 et 2.
Arlette Leroi-Gourhan, pionnière de l'archéopalynologie, a analysé la grotte en 1967. Le matériel exhumé a fait l'objet d'une monographie collective parue en 2004.

Os gravé de la grotte, Magdalénien
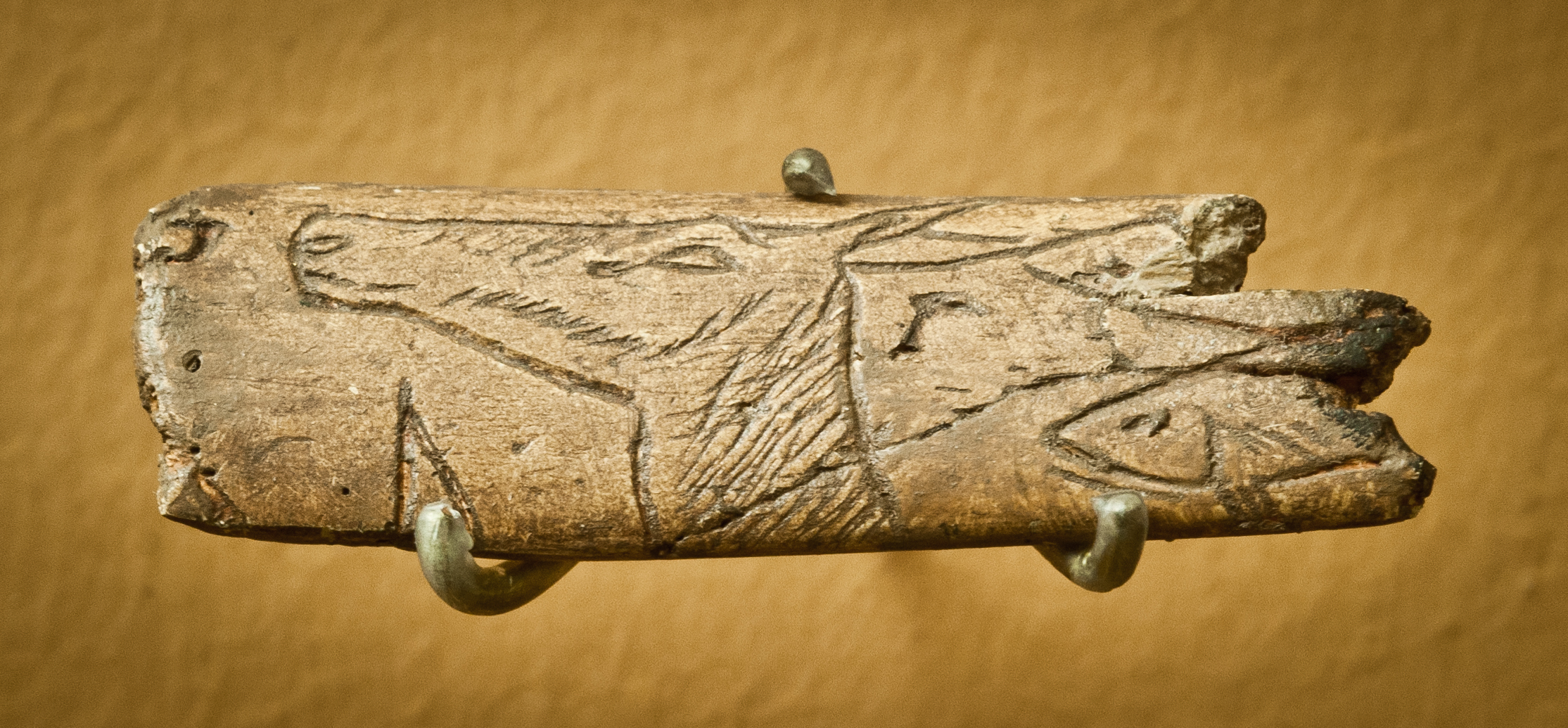
Biche et poissons.

### Os de faune
Les vestiges osseux, essentiellement des témoins de l'alimentation des magdaléniens[réf. souhaitée], comprennent 29 taxons de mammifères et 21 taxons d'oiseaux ; leur diversité en fait une référence du Tardiglaciaire Würmien dans les Pyrénées. Les espèces montagnardes abondent : bouquetin des Pyrénées et isard pour les mammifères, lagopède, grands rapaces, chocard et niverolle (un passereau) pour les oiseaux. Également présents mais moins abondantes, des espèces arctiques comme le renne, renard polaire et lièvre variable et quelques spécimens de climat tempéré comme le cerf, renard commun, lapin, perdrix grise, caille, geai et pic-vert. 
Les ossements d'oiseaux, généralement d'individus adultes, sont nombreux et marqués de stries particulièrement abondantes sur toute leur surface ainsi que de perforations produites lors de la désarticulation des os au débitage ou par morsure lors de la consommation. Des os des ailes et des pattes portent des marques de brûlures récurrentes aux extrémités, telles qu'elles se produisent quand les morceaux d'oiseaux débités sont cuits sur des pierres chauffées à la braise. 
Le cerf ne représente que 0,01 % de la faune consommée et 11,54 % de la faune figurée sur les objets décorés trouvés dans la grotte.

### La frise des lions, «Préhistoire du cinéma»
La « frise des lions » a été retrouvée par Romain Robert et al. entre 1940 et 1967. Elle est gravée sur deux fragments de ce qui était à l'origine un seul os de bovidé (aurochs ou bison). Ces deux fragments, trouvés et conservés séparément, n'ont été raccordés qu'en 1988 par Dominique Buisson. Il semble que l'os ait été intentionnellement cassé, car la fracture montre des signes de pliage avant brisure. Les deux morceaux portent des traces de passage au feu.
Les deux morceaux d'os connus totalisent trois lions gravés les uns à la suite des autres. Seul le lion central est visible en entier ; les positions des parties visibles des deux lions qui l'encadrent, indiquent que chaque figure a une position différente et que leur succession montre trois positions corporelles d'un félin en train de courir - de la même façon que les images successives d'un film montrent le même personnage dans des positions différentes lors de ses mouvements. Marc Azéma appelle cette technique la « Préhistoire du cinéma » et estime que quelque 40 % des images de l'art paléolithique sont des représentations de mouvements. Pour cet os gravé, le mouvement est créé par juxtaposition ; pour d'autres ensembles, il est créé par surimposition (voir la vidéo montrant des exemples pour Lascaux, Les Trois Frères, Chauvet, Foz Coa et la Vache).

« Frise des lions » gravée sur os de bovidé, Magdalénien
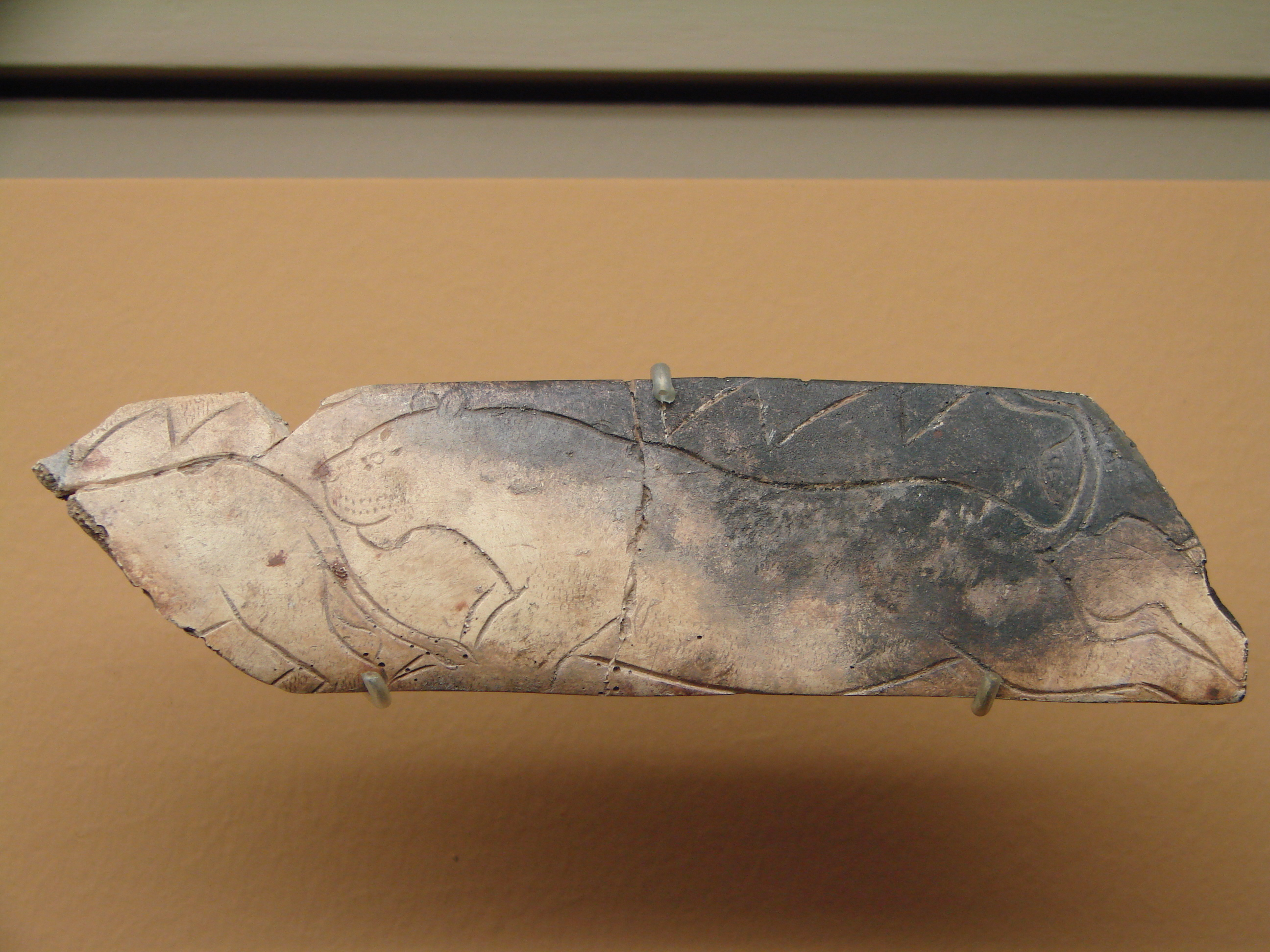
« Frise des lions », morceau central.
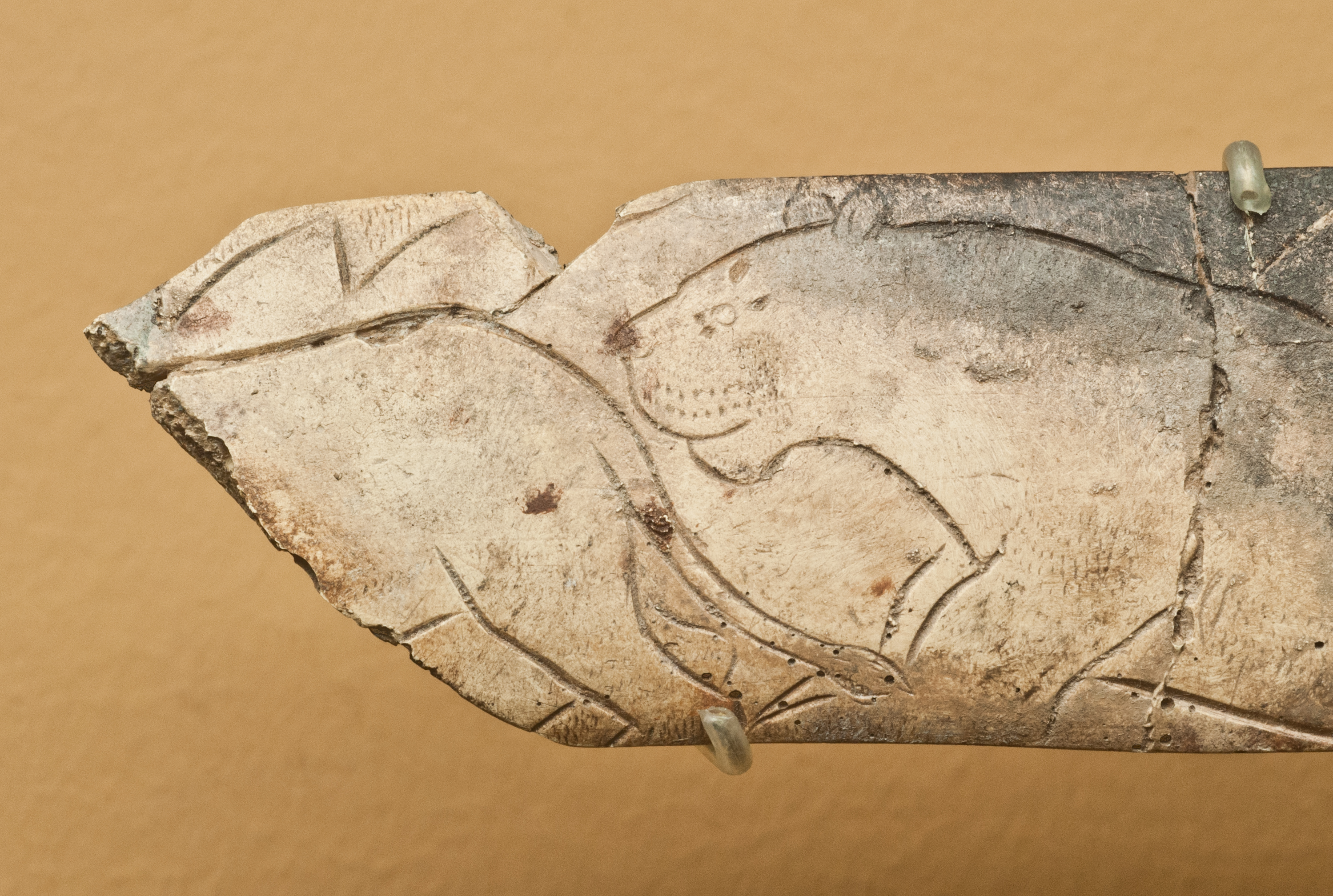
« Frise des lions », détail d'un(e) lion(ne) sur le morceau central.

## Tourisme, gestion
La grotte de la Vache a été ouverte au public en 1979 en raison de la richesse et du grand intérêt des couches archéologiques découvertes dans l'entrée et dans la salle Monique.
En 2016, elle a vu environ un millier de visiteurs.
Jusqu'en décembre 2016, la grotte était une propriété privée et la visite était assurée par René Gailli, conservateur de la grotte et de celle de Bédeilhac depuis sa rencontre avec R. Robert en 1953. À son décès en janvier 2017, la grotte a été fermée quelques mois. De même que la grotte voisine de Bédeilhac, elle est passée vers mai 2017 sous l'égide du conseil départemental et de la marque « Sites Touristiques Ariégeois » et a rouvert au public en juin 2017.